# Ian Hunter (attore)
Ian Hunter (Città del Capo, 13 giugno 1900 – Londra, 23 settembre 1975) è stato un attore britannico.

## Biografia
Nativo di Città del Capo (Sudafrica), Ian Hunter debuttò nel cinema britannico nel 1924, trovando i primi ruoli significativi in tre film muti di Alfred Hitchcock, Il declino (1927), Vinci per me! (1927), in cui impersonò un pugile coinvolto in un triangolo amoroso, e Fragile virtù (1928), tratto da un testo teatrale di Noël Coward. Nel 1935 raggiunse gli Stati Uniti e arrivò a Hollywood, dove si specializzò in ruoli di caratterista, solitamente di distinto marito o amante comprensivo e idealista, ma non troppo fortunato con le donne. In La moglie riconquistata (1936) di John Cromwell, al fianco di Myrna Loy, interpretò un innamorato che ripercorre la storia del matrimonio della sua amata con un altro uomo, ricordando come egli stesso contribuì a saldare quel legame.
Tra i molti ruoli interpretati da Hunter nella seconda metà degli anni trenta, sono da ricordare quello di Teseo, duca di Atene, nella commedia shakespeariana Sogno di una notte di mezza estate (1935), al fianco di James Cagney, quello di Riccardo Cuor di Leone nell'avventura in costume La leggenda di Robin Hood (1938), al fianco di Errol Flynn, e quello del capitano Reginald Crewe nella commedia La piccola principessa (1939), accanto a Shirley Temple. Nel 1940 affrontò un ruolo per lui insolito in L'isola del diavolo (1940), interpretando Cambreau, uno strano predicatore che induce al pentimento Clark Gable, il capo di un gruppo di forzati evasi da una colonia penale della Nuova Guinea. Il personaggio ritratto da Hunter è una figura misteriosa, quasi un'immagine di Gesù Cristo, che si unisce ai fuggiaschi e li spinge alla redenzione, uno dopo l'altro, compreso Gable, che torna alla colonia per scontare la sua pena. La pellicola è una strana mescolanza di melodramma d'azione e spiritualità, che venne bandita da diverse comunità religiose poiché alcuni moralisti considerarono blasfema l'idea di una reincarnazione del figlio di Dio nel personaggio interpretato da Hunter. Il film ebbe un grande successo, grazie anche alla solida e appassionata regia di Frank Borzage, un maestro nelle storie d'azione con significati allegorici.
Dopo alcuni altri ruoli significativi, come quello del dottor John Lanyon ne Il dottor Jekyll e Mr. Hyde (1941) e di Eric Keating nel western Terra selvaggia (1941), Hunter rientrò in Inghilterra nel 1943 e vi continuò la carriera tra teatro e cinema, iniziando poi a lavorare per la televisione negli anni cinquanta. Proprio sul piccolo schermo incontrò un rinnovato successo, grazie alla riproposizione del personaggio di Re Riccardo Cuor di Leone nella serie televisiva The Adventures of Robin Hood, di cui interpretò sette episodi dal 1955 al 1958, al fianco di Richard Greene (Robin Hood). Si ritirò dalle scene nel 1963, dopo aver girato Kali Yug, la dea della vendetta (1963) e Il mistero del tempio indiano (1963), due film d'avventura diretti da Mario Camerini, in cui interpretò il personaggio di Robert Talbot.

## Vita privata
Sposato dal 1917 con Catherine Casha Pringle, da cui ebbe due figli, Hunter morì a Londra nel 1975, all'età di 75 anni.

## Filmografia

### Cinema
- Not For Sale, regia di W.P. Kellino (1924)
- Confessions, regia di W.P. Kellino (1925)
- A Girl of London, regia di Henry Edwards (1925)
- Vinci per me! (The Ring), regia di Alfred Hitchcock (1927)
- Il declino (Downhill), regia di Alfred Hitchcock (1927)
- His House in Order, regia di Randle Ayrton (1928)
- Fragile virtù (Easy Virtue), regia di Alfred Hitchcock (1928)
- Il grande veleno (The Physician), regia di Georg Jacoby (1928)
- Valley of the Ghosts, regia di G.B. Samuelson (1928)
- The Thoroughbred, regia di Sidney Morgan (1928)
- Syncopation, regia di Bert Glennon (1929)
- Escape!, regia di Basil Dean (1930)
- Fortunale sulla scogliera (Cape Forlorn - Love Storm in USA), regia di Ewald André Dupont (1931)
- Sally in Our Alley, regia di Maurice Elvey (1931)
- The Water Gipsies, regia di Maurice Elvey (1932)
- Il segno dei quattro (The Sign of Four: Sherlock Holmes' Greatest Case), regia di Graham Cutts (1932)
- Marry Me, regia di Wilhelm Thiele (1932)
- The Man from Toronto, regia di Sinclair Hill (1933)
- Skipper of the Osprey, regia di Norman Walker (1933)
- The Silver Spoon, regia di George King (1934)
- The Church Mouse, regia di Monty Banks (1934)
- Il diavolo in caserma (Orders is Orders), regia di Walter Forde (1934)
- No Escape, regia di Ralph Ince (1934)
- Death at Broadcasting House, regia di Reginald Denham (1934)
- Succede sempre qualcosa (Something Always Happens), regia di Michael Powell (1934)
- The Girl from 10th Avenue, regia di Alfred E. Green (1935)
- Il pigrone (Lazybones), regia di Michael Powell (1935)
- La notte della festa (The Night of the Party), regia di Michael Powell (1935)
- La luce fantasma (The Phantom Light), regia di Michael Powell (1935)
- Jalna, regia di John Cromwell (1935)
- Sogno di una notte di mezza estate (A Midsummer Night's Dream), regia di William Dieterle e Max Reinhardt (1935)
- La scomparsa di Stella Parish (I Found Stella Parish), regia di Mervyn LeRoy(1935)
- Ho trovato una donna (The Morals of Marcus), regia di Miles Mander (1935)
- L'angelo bianco (The White Angel), regia di William Dieterle (1936)
- La moglie riconquistata (To Mary - With Love), regia di John Cromwell (1936)
- Simpatica canaglia (The Devil Is a Sissy), regia di W. S. Van Dyke (1936)
- Stolen Holiday, regia di Michael Curtiz (1937)
- Call It a Day, regia di Archie L. Mayo (1937)
- Aurora sul deserto (Another Dawn), regia di William Dieterle (1937)
- Confession, regia di Joe May (1937)
- Vivo per il mio amore (That Certain Woman), regia di Edmund Goulding (1937)
- Samoa (52nd Street), regia di Harold Young (1937)
- La leggenda di Robin Hood (The Adventures of Robin Hood), regia di Michael Curtiz e William Keighley (1938)
- Amore senza domani (Always Goodbye), regia di Sidney Lanfield (1938)
- Secrets of an Actress, regia di William Keighley (1938)
- Io ti aspetterò (The Sisters), regia di Anatole Litvak (1938)
- Comet Over Broadway, regia di Busby Berkeley (1938)
- Yes, My Darling Daughter, regia di William Keighley (1939)
- La piccola principessa (The Little Princess), regia di Walter Lang e, non accreditato, William A. Seiter (1939)
- Broadway Serenade, regia di Robert Z. Leonard (1939)
- Il figlio di Tarzan (Tarzan Finds a Son!), regia di Richard Thorpe (1939)
- Maisie, regia di Edwin L. Marin (1939)
- Bad Little Angel, regia di Wilhelm Thiele (1939)
- L'usurpatore (Tower of London), regia di Rowland V. Lee (1939)
- Balla con me (Broadway Melody of 1940), regia di Norman Taurog (1940)
- L'isola del diavolo (Strange Cargo), regia di Frank Borzage (1940)
- Dulcy di S. Sylvan Simon (1940)
- Lungo viaggio di ritorno (The Long Voyage Home), regia di John Ford (1940)
- Tzigana (Bitter Sweet), regia di W.S. Van Dyke (1940)
- Gallant Sons, regia di George B. Seitz (1940)
- Vieni a vivere con me (Come Live with Me), regia di Clarence Brown (1941)
- La segretaria privata di Andy Hardy (Andy Hardy's Private Secretary), regia di George B. Seitz (1941)
- Le fanciulle delle follie (Ziegfeld Girl), regia di Busby Berkeley e Robert Z. Leonard (1941)
- Terra selvaggia (Billy the Kid), regia di David Miller (1941)
- Il dottor Jekyll e Mr. Hyde (Dr. Jekyll and Mr. Hyde), regia di Victor Fleming (1941)
- Catene del passato (Smilin' Through), regia di Frank Borzage (1941)
- Un americano a Eton (A Yank at Eton), regia di Norman Taurog (1942)
- It Comes Up Love, regia di Charles Lamont (1943)
- Per sempre e un giorno ancora (Forever and a Day), regia di Edmund Goulding e Cedric Hardwicke (1943)
- Bedelia, regia di Lance Comfort (1946)
- White Cradle Inn, regia di Harold French (1947)
- La strada di ognuno (The White Unicorn), regia di Bernard Knowles (1947)
- Edoardo mio figlio (Edward, My Son), regia di George Cukor (1949)
- It Started in Paradise, regia di Compton Bennett (1952)
- L'ora del grande attacco (Appointment in London), regia di Philip Leacock (1953)
- Don't Blame the Stork, regia di Ákos Ráthonyi (1954)
- Eight O'Clock Walk, regia di Lance Comfort (1954)
- Fire One, regia di Dallas Bower (1954) (per la TV)
- The Door in the Wall, regia di Glenn H. Alvey Jr. (1956)
- La battaglia di Rio della Plata (The Battle of the River Plate), regia di Michael Powell e Emeric Pressburger (1956)
- Indagine pericolosa (Fortune is a Woman), regia di Sidney Gilliat (1957)
- Doomsday for Dyson, regia di Silvio Narizzano (1958)
- Whisky sì missili no (Rockets Galore!), regia di Michael Relph (1958)
- Frontiera a Nord-Ovest (North West Frontier), regia di J. Lee Thompson (1959)
- Marinai, donne e Hawaii (The Bulldog Breed) regia di Robert Asher (1960)
- La bara del Dottor Sangue (Doctor's Blood Coffin), regia di Sidney J. Furie (1961)
- Il segreto di Montecristo (The Treasure of Monte Cristo), regia di Robert S. Baker e Monty Berman (1961)
- Le guardie della regina (The Queen's Guards), regia di Michael Powell (1961)
- L'attimo della violenza (Guns of Darkness), regia di Anthony Asquith (1962)
- Kali Yug, la dea della vendetta, regia di Mario Camerini (1963)
- Il mistero del tempio indiano, regia di Mario Camerini (1963)

### Televisione
- Robin Hood - serie TV (1955-1958)
- The Four Just Men - serie TV, episodio 1x21 (1960)
- Armchair Theatre - serie TV, episodi 3x23-3x87 (1959-1960)
- ITV Television Playhouse - serie TV, episodio 6x44 (1961)
- Somerset Maugham Hour - serie TV, episodi 3x03-3x04-3x08 (1962)

## Doppiatori italiani
Nelle versioni in italiano dei suoi film, Ian Hunter è stato doppiato da:
- Giorgio Capecchi in Vieni a vivere con me, Un americano a Eton, Terra selvaggia
- Augusto Galli in Sogno di una notte di mezza estate, Le fanciulle delle follie
- Emilio Cigoli in La leggenda di Robin Hood, L'usurpatore
- Augusto Marcacci in Il dottor Jekyll e Mr. Hyde
- Luigi Pavese in La battaglia di Rio della Plata
- Nando Gazzolo in L'isola del diavolo (ridoppiaggio)
- Fabio Mazzari in Robin Hood (doppiaggio tardivo)